# Poggiardo
Poggiardo község (comune) Olaszország Puglia régiójában, Lecce megyében.

## Fekvése
A Salentói-félsziget déli részén fekszik, Otrantótól délnyugatra.

## Története
A mai Poggiardo része Vaste, az egykori messzáp település, amelyet az i.e.7 században alapítottak. A település három kisebb falu (Soranello, Puzze és Casicalvi) összeolvadásával alakult ki a 12. században. A 14. század végéig a Tarantói Hercegség része volt, ezt követően pedig különböző nemesi családok birtokolták. 1806-ban vált önállóvá, amikor a Nápolyi Királyságban felszámolták a feudalizmust.

## Népessége
A népesség számának alakulása:

## Főbb látnivalói
- San Salvatore-templom - a 14. században épült. A 17. században barokkosították.
- San Francesco d’Assisi-templom - a 16. században épült.
- Madonna Immacolata-templom - a 17. században épült.
- Palazzo Guarini (16. század)
- Vaste Archeológiai Park - az ókori messzáp település romjai.